# Jeremy Lin
Jeremy Shu-How Lin (nascido em 23 de agosto de 1988) é um jogador de basquete profissional americano que joga no New Taipei Kings da Liga Profissional de Basquete de Taiwan. Ele é o primeiro americano de ascendência chinesa ou taiwanesa a jogar na NBA e é um dos poucos americanos asiáticos a jogar na liga,outro fato sobre o jogador,e que na época que entrou na NBA,ele se tornou um dos únicos jogadores de Harvard a entrar na liga
Quando jogava no New York Knicks na temporada de 2011-12, Lin liderou a equipe em uma sequência de vitórias e ajudou os Knicks a disputar os playoffs de 2012. Essa sequencia o catapultou para a fama internacional com a "Linsanity". Em abril de 2012, a Time Magazine nomeou Lin como uma das 100 pessoas mais influentes do mundo.
Após seu tempo nos Knicks, ele lutou contra as lesões e a inconsistência. Ele jogou no Houston Rockets, Los Angeles Lakers, Charlotte Hornets, Brooklyn Nets, Atlanta Hawks e Toronto Raptors. Lin é o primeiro asiático-americano a ganhar um título da NBA, tendo feito isso com o Raptors em 2019.

## Primeiros anos
Jeremy Shu-How Lin nasceu em Torrance, Califórnia, em 23 de agosto de 1988. Ele foi criado em uma família cristã na cidade de Palo Alto, Califórnia.
Seus pais, Gie-ming e Shirley, emigraram de Taiwan para os Estados Unidos em meados da década de 1970, estabelecendo-se primeiro na Virgínia antes de se mudar para Indiana, onde ambos frequentaram universidades.
Lin tem um irmão mais velho, Josh, e um irmão mais novo, Joseph. Gie-Ming ensinou seus filhos a jogar basquete nas quadras locais. Shirley ajudou a formar um programa nacional de basquete em Palo Alto, onde Lin jogava. Ela trabalhou com treinadores para garantir que o jogo dele não afetasse os seus estudos.

## Carreira no ensino médio
Durante seu último ano em 2005-06, Lin foi o capitão da Palo Alto High School e os levou a um recorde de 32-1. Eles derrotaram Mater Dei por 51-47 na final estadual da Divisão II da Federação Interescolástica da Califórnia (CIF).
Ele terminou o último ano com média de 15,1 pontos, 7,1 assistências, 6,2 rebotes e 5,0 roubadas de bola.

## Carreira na faculdade

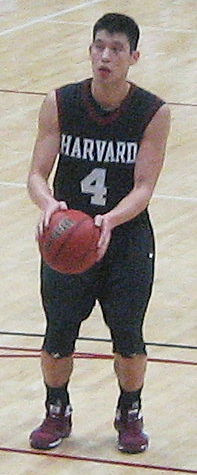
Lin na faculdade em 2010

Lin enviou seu currículo e um DVD com os destaques de sua carreira no basquete do ensino médio a todas as escolas da Ivy League. Harvard e Brown foram os únicos times que lhe garantiram uma vaga em seus times, mas as universidades da Ivy League não oferecem bolsas de estudos para atletas.
O assistente técnico de Harvard, Bill Holden, não se impressionou com as habilidades de Lin e disse ao treinador de Harvard, Peter Diepenbrock, que Lin era um "jogador da Divisão III". Mais tarde, Holden viu Lin jogando em um jogo muito mais competitivo, dirigindo para a cesta em todas as oportunidades com os "instintos de um assassino" e ele se tornou o principal recruta de Harvard.
Um técnico de Harvard lembrou-se de Lin em sua temporada de calouro como "o cara [fisicamente] mais fraco do time", mas em sua segunda temporada (2007-08), Lin obteve médias de 12,6 pontos, 4.8 rebotes e 3.6 assistências e foi nomeado para a Segunda-Equipe da Ivy League. Em seu terceiro ano (2008-09), ele foi o único jogador de basquete masculino da Divisão I da NCAA classificado entre os dez primeiros em sua conferência em pontuação (17.8), rebote (5.5), assistências (4.3), roubo de bola (2.4), bloqueios (0,6), porcentagem de arremessos certos (0,502), porcentagem de acerto de lances livres (0,744) e porcentagem de arremessos certos de três pontos (0,400).
Em seu último ano (2009-10), Lin obteve médias de 16,4 pontos, 4,4 rebotes, 4,5 assistências, 2,4 roubadas de bola e 1,1 bloqueios, e foi novamente uma seleção unânime da Primeira-Equipe da Ivy League.
Lin ganhou atenção nacional por sua atuação contra Connecticut Huskies, quando registrou 30 pontos e 9 rebotes. Após o jogo, o treinador de Connecticut, Jim Calhoun, disse sobre Lin: "Eu vi muitas equipes passarem por aqui e ele poderia jogar por qualquer uma delas. Ele tem uma ótima compostura na quadra. Ele sabe como jogar."
Lin terminou sua carreira como o primeiro jogador na história da Ivy League a registrar pelo menos 1.450 pontos (1.483), 450 rebotes (487), 400 assistências (406) e 200 roubadas de bola (225). Ele se formou em Harvard em 2010, com um diploma em economia.

## Carreira profissional

### Draft da NBA e Liga de Verão de 2010
Para sua decepção, nenhuma equipe escolheu Lin no Draft da NBA de 2010. Os olheiros viram o que o New York Times mais tarde descreveu como "um passador inteligente com um arremesso falho e uma estrutura fina, que pode não ter força e capacidade atlética para defender e criar seu próprio arremesso".
Lin juntou-se ao Dallas Mavericks para o mini-camp e para o time da Summer League em Las Vegas. Donnie Nelson, do Mavericks, foi o único gerente geral que lhe ofereceu um convite para jogar na Liga de Verão. "Donnie cuidou de mim", disse Lin. "Ele tem uma visão diferente do que a maioria das pessoas."
Em cinco jogos da Liga de Verão, Lin obteve uma média de 9,8 pontos, 3,2 rebotes e 1,8 assistências em 18,6 minutos. Após a Liga de Verão, ele recebeu ofertas dos Mavericks, Los Angeles Lakers, Golden State Warriors e uma equipe não identificada da Conferência Leste.

### Golden State Warriors (2010-2011)

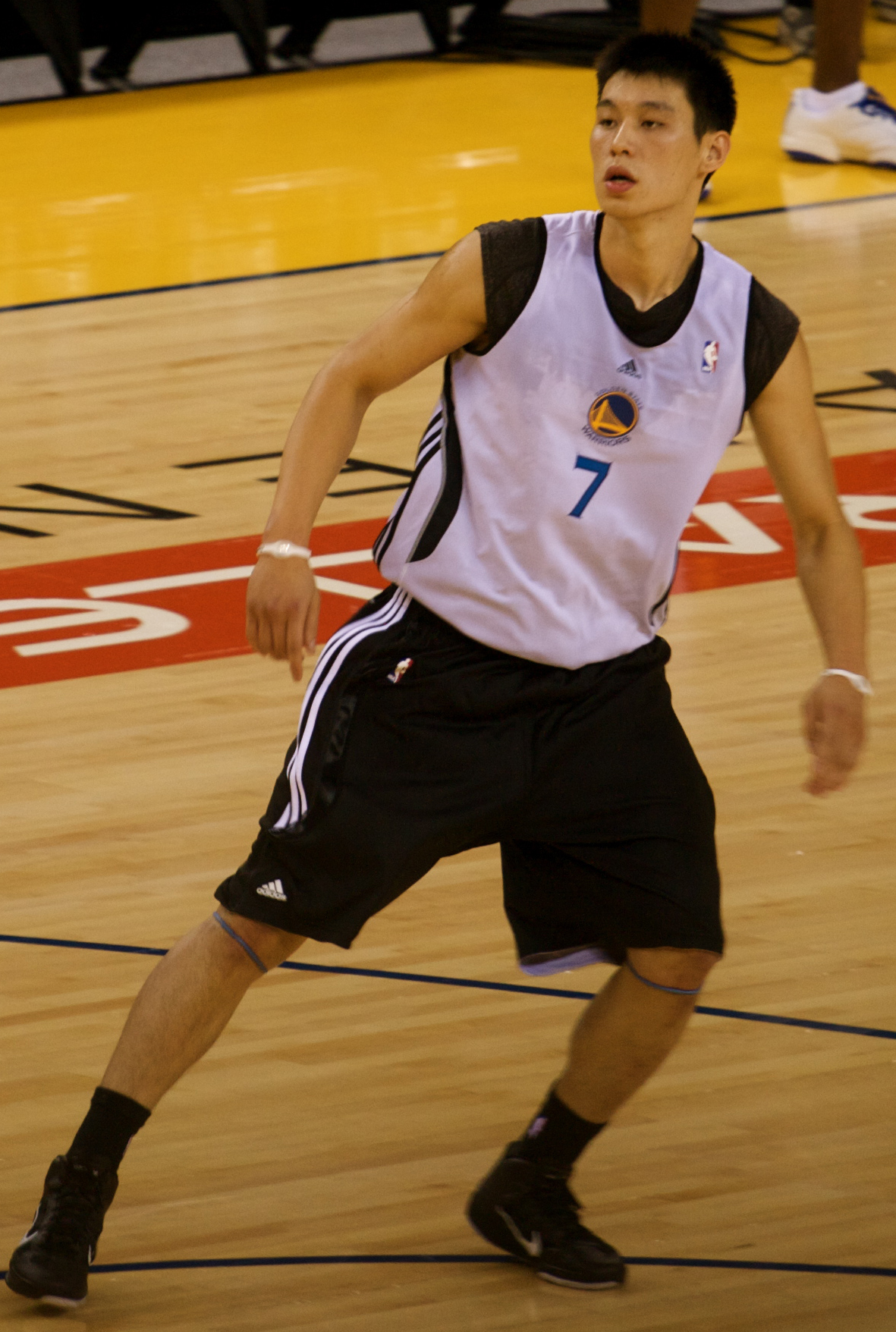
Lin em um treinamento pelos Warriors em 2010

Em 21 de julho de 2010, Lin assinou um contrato de dois anos com o Golden State Warriors. O acordo de Lin foi parcialmente garantido para a temporada de 2010-11 e os Warriors tinha uma opção de renovação para a segunda temporada. Lin também assinou um contrato garantido de três anos com a Nike.
Os Warriors realizaram uma conferência de imprensa para Lin após sua contratação com a mídia nacional presente. "Foi surpreendente ver isso para um novato não selecionado no draft", disse o técnico dos Warriors, Keith Smart. A área da baía de São Francisco, com sua grande população asiática-americana, comemorou sua chegada. Ele se tornou o primeiro americano de ascendência chinesa ou taiwanesa a jogar na NBA.
Lin gostou do apoio que recebeu dos fãs, especialmente da comunidade asiático-americana, mas preferiu se concentrar em seu jogo. Ele recebeu pouco tempo de jogo durante a temporada, porque Stephen Curry e Monta Ellis tiveram uma boa temporada. Lin começou a temporada regular na lista de inativos, mas fez sua estreia na NBA no jogo seguinte durante a Noite Asiática dos Warriors. Ele recebeu uma ovação de pé quando entrou no jogo nos minutos finais. No jogo seguinte contra o Los Angeles Lakers, Lin marcou sua primeira cesta da NBA, teve três assistências e registrou quatro roubadas de bola. Em Toronto, em 8 de novembro, os Raptors realizou a Noite Asiática para coincidir com a visita de Lin e os Warriors. Mais de 20 membros da mídia chinesa de Toronto cobriram o jogo.
Três vezes durante a temporada, ele foi designado para a filial dos Warriors na D-League, o Reno Bighorns. Em 20 jogos, ele teve uma média de 18 pontos, 5,8 rebotes e 4,4 assistências.

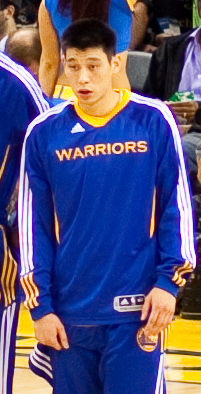
Lin antes de um jogo em 2010

Os Warriors viam Lin como um potencial reserva para Curry. O proprietário dos Warriors, Joe Lacob, disse que a equipe recebeu mais de uma oferta por Lin enquanto ele estava na D-League, acrescentando: "Ele é um ativo mínimo e barato. Você precisa encará-lo como um ativo em desenvolvimento. Ele será uma estrela? Não."
Ele terminou sua temporada de estreia na NBA fazendo 29 jogos e tendo médias de 2,6 pontos, 1.2 rebotes, 1.4 assistências e 1.1 roubos de bola.

### Offseason de 2011
Lin se recuperou de uma lesão na patela do joelho durante a greve da NBA em 2011. Em setembro de 2011, Lin jogou alguns jogos pelo Dongguan Leopards da Associação Chinesa de Basquete (CBA) no ABA Club Championship em Guangzhou, China, onde foi nomeado MVP do torneio.
Lin trabalhou para melhorar seu arremesso durante a entressafra, abandonando a forma de arremesso que ele usava desde a oitava série. Ele também aumentou sua força, dobrando o peso que podia agachar e quase triplicando o número de flexões que poderia fazer. Ele aumentou seu peso corporal de 91 kg para 96 kg - incluindo 6,8 kg de músculo.
Devido a greve, ele não teve a chance de trabalhar com o novo técnico dos Warriors, Mark Jackson. No primeiro dia do campo de treinamento em 9 de dezembro de 2011, os Warriors dispensaram Lin.
Lin foi contratado pelo Houston Rockets em 12 de dezembro de 2011 e jogou sete minutos em dois jogos da pré-temporada. Houston já tinha os armadores Kyle Lowry, Goran Dragić e Jonny Flynn com contratos garantidos. Os Rockets dispensaram Lin em 24 de dezembro, antes do início da temporada, para liberar a folha de pagamento para assinar com o pivô Samuel Dalembert.

### New York Knicks (2011–2012)

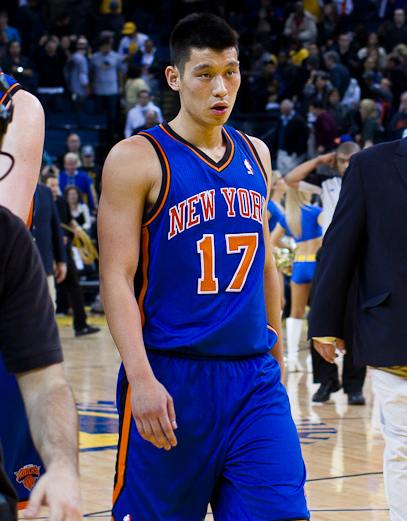
Lin após seu primeiro jogo pelos Knicks em dezembro de 2011

Em 27 de dezembro, depois de uma lesão de Iman Shumpert, o New York Knicks contratou Lin para ser reserva de Toney Douglas e Mike Bibby. Por causa da greve, os treinadores tiveram pouca oportunidade de ver Lin e o colocaram em quarto lugar na tabela de profundidade dos armadores. Lin afirmou que estava "competindo por um lugar na reserva", acrescentando que as pessoas o viam "como o 12º ao 15º no elenco"; ele continuou a chegar primeiro aos treinos e a sair por último, estudar intensamente os jogos e trabalhar com os treinadores para melhorar seu trabalho de pés.
Lin fez sua estreia na temporada com os Knicks contra os Warriors, onde foi aplaudido em seu retorno à Oracle Arena. Em janeiro, Lin foi designado para o Erie BayHawks da D-League e, em 20 de janeiro, marcou um triplo-duplo com 28 pontos, 11 rebotes e 12 assistências na vitória por 122–113 sobre o Maine Red Claws. Três dias depois, Lin foi chamado pelos Knicks, mas tinha tanto medo de ser cortado que pediu a um capelão que orasse por ele em um culto antes do jogo.
Em 28 de janeiro, contemplando contratar outro jogador, os Knicks estavam pensando em dispensar Lin. No entanto, depois que Nova York sofreu uma virada no quarto quarto para o Boston Celtics, o técnico Mike D'Antoni - desesperado, segundo os especialistas - decidiu dar a Lin uma chance de jogar. "Ele teve sorte porque estávamos jogando muito mal", disse o treinador. Lin jogou apenas 55 minutos nos 23 primeiros jogos dos Knicks, e o time perdeu 11 de seus últimos 13 jogos; no entanto, ele inesperadamente liderou um ressurgimento dos Knicks.
Em 4 de fevereiro, contra o New Jersey Nets, Lin registrou 25 pontos, 5 rebotes e 7 assistências em uma vitória de 99-92. O companheiro de equipe, Carmelo Anthony, sugeriu a D'Antoni no intervalo que Lin jogasse mais no segundo tempo. No jogo subseqüente contra o Utah Jazz, Lin foi titular pela primeira vez na carreira devido as ausências das estrelas Anthony (lesão) e Amar'e Stoudemire (cujo irmão mais velho havia morrido). Ele registrou 28 pontos e 8 assistências na vitória por 99-88.

Na vitória por 107-93 sobre o Washington Wizards, Lin registrou 23 pontos e 10 assistências, seu primeiro duplo-duplo da carreira. Em 10 de fevereiro, Lin registrou 38 pontos e 7 assistências, liderando os Knicks na vitória por 92-85 sobre o Los Angeles Lakers. O New York Times questionou se Lin era "o maior golpe de sorte dos Knicks" desde que eles selecionaram Patrick Ewing no Draft de 1985. Lin foi nomeado o Jogador da Semana da Conferência Leste após ter uma média de 27,3 pontos, 8,3 assistências e 2,0 roubadas de bola em quatro partidas; os Knicks ficaram invictos nesses quatro jogos.
Jogadores que jogam tão bem não costumam surgir do nada. Parece que eles surgiram do nada, mas se você pode voltar e dar uma olhada, o nível de habilidade dele provavelmente estava lá desde o começo. Provavelmente, passou despercebida.

— Kobe Bryant, depois que Lin marcou 38 pontos em 10 de fevereiro de 2012.
Em 14 de fevereiro, com menos de um segundo restante no jogo, Lin fez uma cesta de três pontos que deu a vitória para os Knicks por 90-87 sobre Toronto Raptors. A cesta surpreendeu os jogadores dos Lakers que estavam assistindo na televisão e o veterano Metta World Peace passou por repórteres gritando "Linsanity! Linsanity!" e agitando as mãos acima da cabeça. Lin se tornou o primeiro jogador da NBA a marcar pelo menos 20 pontos e ter sete assistências em cada uma das cinco primeiras como titular.
A sequência de sete vitórias da equipe terminou em uma derrota de 89-85 para o New Orleans Hornets; Lin marcou 26 pontos, mas teve nove turnovers. Seus 45 turnovers nas sete primeiras partidas como titular na carreira foram as maiores desde que os turnovers começaram a ser computadas na temporada de 1977–78.

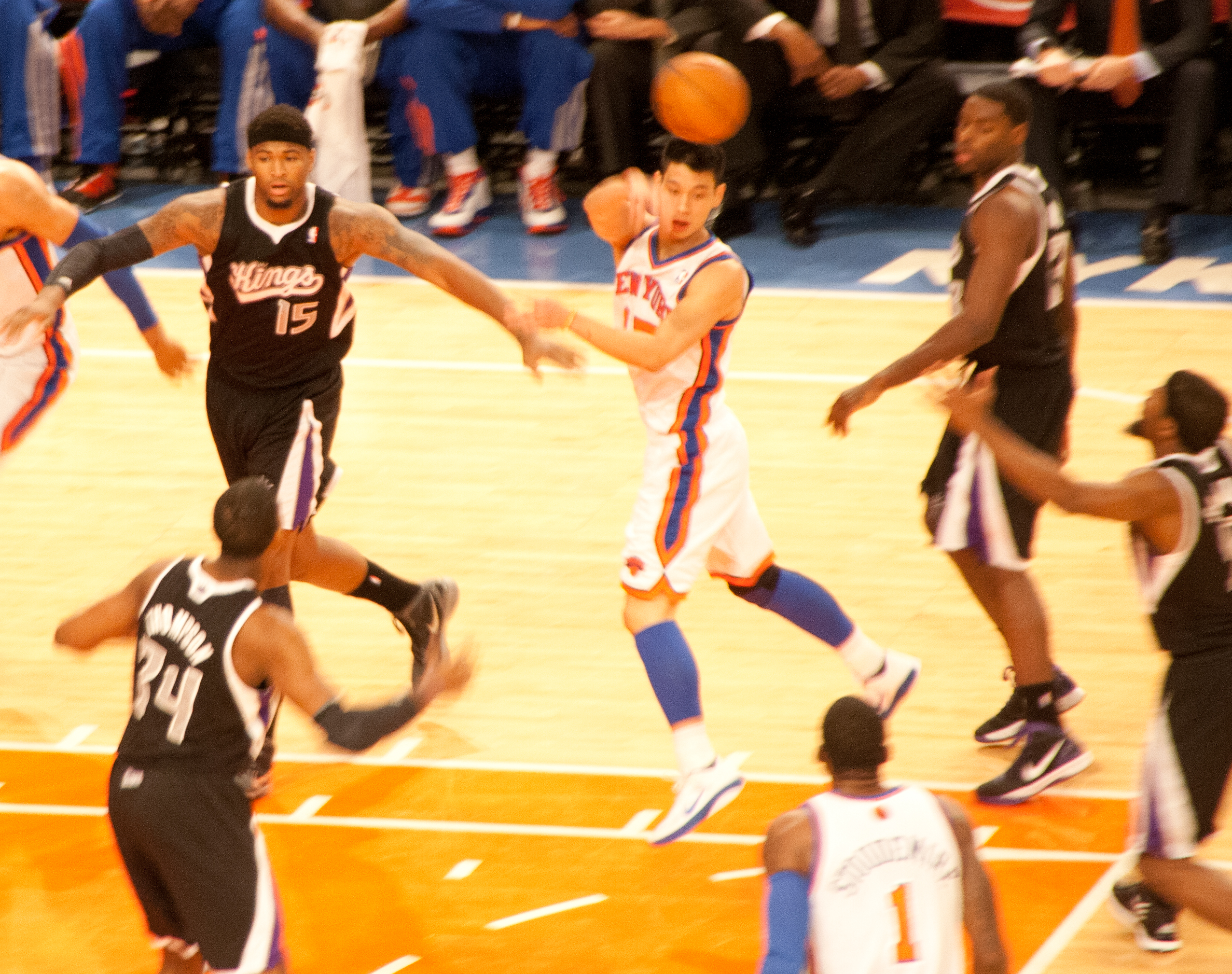
Lin fazendo um passe contra o Sacramento Kings

Em 19 de fevereiro, em uma vitória por 104-97 contra os Mavericks, Lin registrou 28 pontos, 14 assistências e 5 roubadas de bola. O USA Today escreveu: "Não importa o que Dallas fizesse contra Lin - marcação dupla, armadilhas, blitzes, defensores altos, defensores menores - Lin encontrava o caminho para uma vitória contra os atuais campeões da NBA" 
Ele não se saiu tão bem contra o Miami Heat, cometendo oito turnovers. LeBron James, Dwyane Wade, Chris Bosh e o restante dos eventuais campeões da NBA concentraram toda a sua defesa em Lin, uma experiência que ele descreveu como "lisonjeira e aterrorizante. eu senti como se todos fossem falcões me circulando e me encarando".
A mania em torno da ascensão repentina de Lin ficou conhecida como "Linsanity". Nas 12 partidas antes do intervalo do All-Star, Lin obteve uma média de 22,5 pontos e 8,7 assistências por jogo e Nova York teve um recorde de 9–3. Alguns meios de comunicação - incluindo USA Today, Los Angeles Times e CBS Sports - declararam que ele merecia jogar no All-Star Game.
Em março, os Knicks substituíram D'Antoni pelo treinador Mike Woodson, que realizou menos pick-and rolls e mais jogadas de isolamento. Lin tinha se destacado em fazer pick-and-roll sob o comando de D'Antoni. Depois de um jogo de 24 de março contra o Detroit Pistons, Lin reclamou de uma dor no joelho e uma ressonância magnética revelou uma pequena ruptura no menisco do joelho esquerdo. Lin optou por fazer uma cirurgia no joelho e perdeu o restante da temporada regular. Ele teve uma média de 18,5 pontos e 7,6 assistências durante seus 26 jogos.

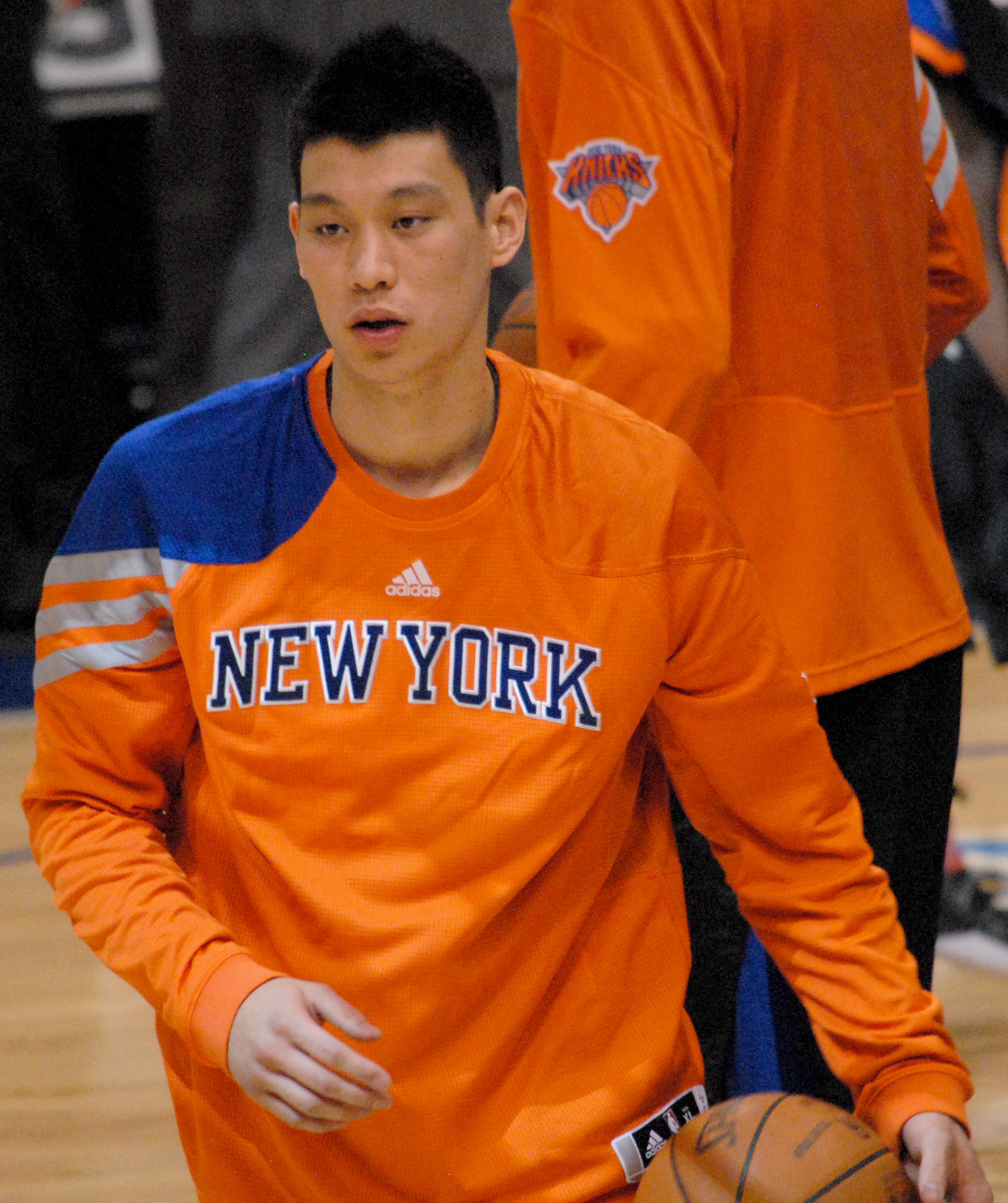
Lin em março de 2012

Lin tornou-se um agente livre restrito no final da temporada. O New York Times chamou Lin de "o jogador mais popular dos Knicks na década" e afirmou que ele havia salvado a temporada do time. No entanto, seu sucesso em apenas 26 jogos deixou as equipes incertas sobre sua posição geral entre os armadores da liga; alguns ainda acreditavam que Lin era um jogador para o banco.
Em julho de 2016, o ex-técnico do Knicks, Mike D'Antoni, lembrou que alguns jogadores dos Knicks ficaram com ciúmes de Lin durante o período de Linsanity, um relato corroborada pelo ex-companheiro de equipe do Lin, Amar'e Stoudemire.

### Houston Rockets (2012-2014)

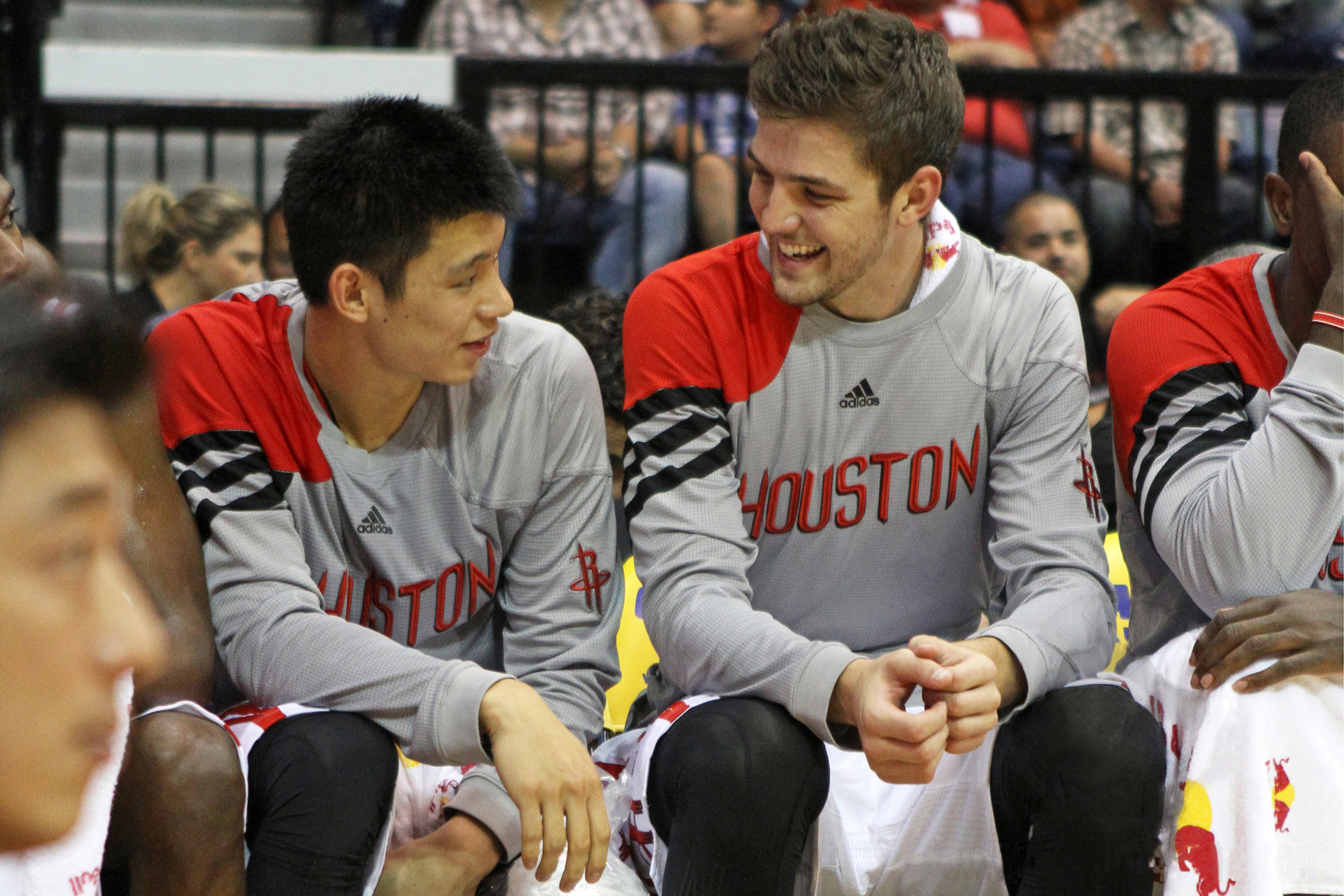
Lin e Chandler Parsons no banco de Houston

Durante a entressafra de 2012, os Knicks incentivaram Lin a procurar outras ofertas, mas ele e a imprensa esperavam que a equipe renovassem seu contrato devido aos seus bons jogos e sua popularidade mundial. O Houston Rockets ofereceu um contrato de três anos e US $ 25 milhões. O fracasso dos Knicks em igualar a oferta surpreendeu os especialistas, dado ao histórico de altas folhas de pagamento da equipe; Lin teria sido o quarto jogador dos Knicks mais bem pago.
Os Rockets fez de Lin o centro de sua campanha publicitária de pré-temporada "A New Age", bem como de seus anúncios iniciais na Comcast SportsNet Houston. Saindo de sua performance "Linsanity" em Nova York, o técnico de Houston, Kevin McHale, disse que as expectativas de Lin eram indevidas. McHale disse que o público acreditava que Lin teria "uma média de 28 pontos e 11 assistências", mas ele nunca havia jogado uma temporada inteira de 82 jogos antes. Pouco antes da estreia da temporada regular em outubro, os Rockets adquiriram James Harden, que substituiu Lin como o rosto da equipe.
Lin começou a perder tempo para o reserva Toney Douglas. Com Harden machucado no dia 10 de dezembro, Lin marcou 38 pontos na derrota de 134–126 para o San Antonio Spurs. A performance lembrou seu jogo durante o Linsanity. Os números ao longo da temporada sugeriram que Harden e Lin eram mais produtivos individualmente com o outro no banco. "Serei o meu crítico mais severo, mas vou em frente e digo: estou péssimo", disse Lin antes de enfrentar os Knicks em seu primeiro jogo em Nova York. Em 17 de dezembro, Houston derrotou os Knicks por 109-96, dando aos Knicks sua primeira derrota em casa em 11 jogos. Lin registrou 22 pontos e 9 assistências e foi aplaudido nas apresentações antes do jogo, mas foi vaiado após o início do jogo.

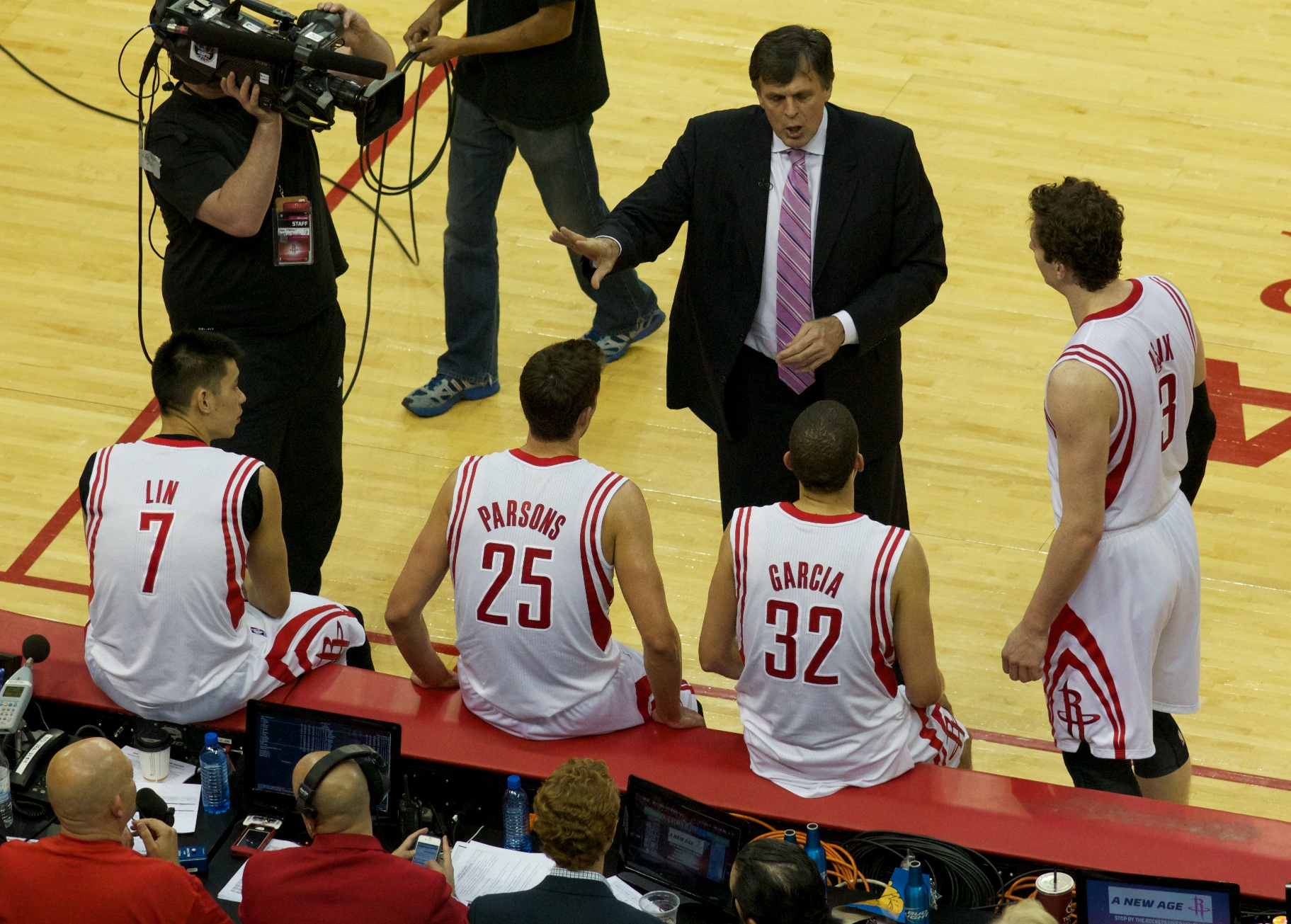
O técnico dos Rockets, Kevin McHale, fala com Lin (nº 7) e seus companheiros de equipe durante os playoffs da NBA de 2013

Sua pontuação, porcentagem de acerto e porcentagem de acerto de 3 pontos melhoraram após o intervalo do All-Star Game e ele terminou a temporada com médias de 13,4 pontos, 6,1 assistências, 3.0 rebotes e 1.6 roubos de bola. Houston se classificou para os playoffs, mas perdeu na primeira rodada para o Oklahoma City Thunder.
Na temporada de 2013-14, Lin foi substituído na equipe titular dos Rockets por Patrick Beverley. Lin se tornou a opção de pontuação como sexto homem da equipe. Em 27 de novembro, Lin torceu o joelho direito contra o Atlanta Hawks; ele perdeu seis jogos com a lesão. Ele perdeu quatro jogos adicionais em dezembro devido a espasmos nas costas. Em 1º de fevereiro de 2014, Lin registrou 15 pontos, 11 rebotes e 10 assistências - seu primeiro triplo-duplo da carreira - em 29 minutos em uma vitória por 106-92 sobre o Cleveland Cavaliers. No entanto, ele entrou em um colapso após o All-Star e novamente teve problemas nas costas.
Lin terminou a temporada com 33 jogos como titular e médias de 12,5 pontos, 4,1 assistências, 2.6 rebotes e 1.0 roubos de bola. Nos playoffs, Lin obteve média de 11,3 pontos, com o Houston perdendo para o Portland Trail Blazers.
Em 2 temporadas em Houston, Lin jogou em 153 jogos e registrou 1.985 pontos, 434 rebotes e 791 assistências.

### Los Angeles Lakers (2014–2015)

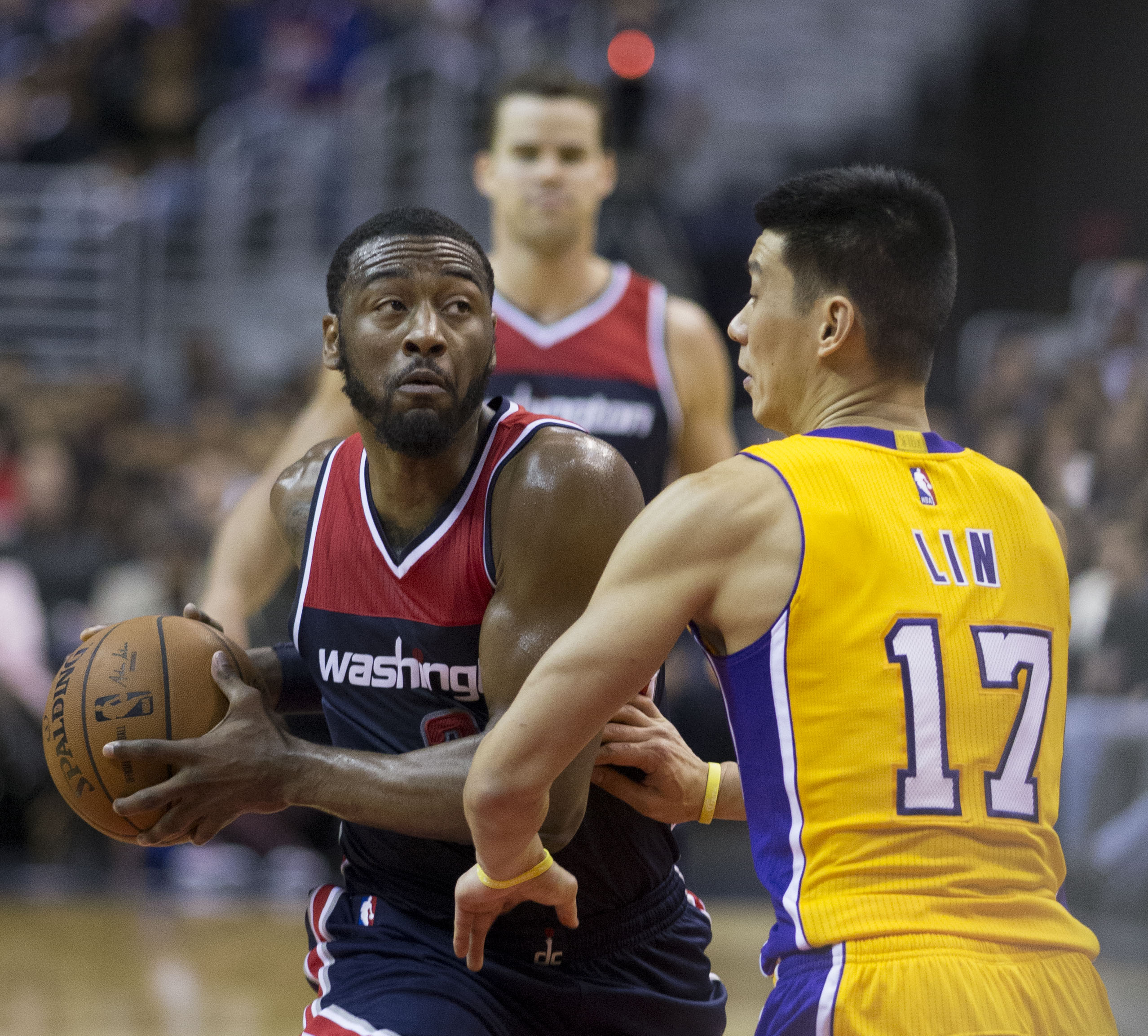
Lin marcando John Wall do Washington Wizards

Em 13 de julho de 2014, Lin foi negociado, juntamente com uma escolha da primeira e da segunda rodada de 2015, para o Los Angeles Lakers em troca de Serhiy Lishchuk. Os Rockets fizeram essa jogada para liberar espaço na sua tentativa de contratar Chris Bosh.
Lin entrou na equipe titular no final da pré-temporada, após uma lesão de Ronnie Price, e foi titular nos primeiros 20 jogos da temporada. Após o fraco início de 5-15 do time, Byron Scott tentou melhorar a má defesa dos Lakers, movendo Lin para o banco. Lin ficou desapontado com o rebaixamento, chamando-o de "uma das situações mais difíceis em que estive".
Em 23 de janeiro de 2015, Scott promoveu o novato Jordan Clarkson para o time titular e optou por não deixar Lin jogar em uma derrota para o San Antonio Spurs. Lin havia jogado anteriormente em cada jogo da temporada e tendo médias de 10,5 pontos e 4,5 assistências em 43 jogos.
Depois de Lin marcar 29 pontos, em 22 de março, em uma vitória sobre o Philadelphia 76ers, Scott o devolveu à equipe titular. Em 24 de março, Lin e seu colega de equipe Clarkson, que é filipino, se tornaram os primeiros asiáticos a ser titulares na história da NBA. Lin perdeu os últimos cinco jogos da temporada devido a uma infecção respiratória superior.
Em sua única temporada em Los Angeles, Lin jogou em 74 jogos e teve médias de 11.2 pontos, 2.6 rebotes, 4.6 assistências e 1.1 roubos de bola.
rebotes, , 4.6 assistencias 4.6 assistencias

### Charlotte Hornets (2015–2016)
Em 9 de julho de 2015, Lin assinou um contrato de dois anos e US $ 4,3 milhões com o Charlotte Hornets. Ele estava aberto a voltar para Nova York, mas eles não estavam interessados. Projetava-se que Lin fosse reserva de Kemba Walker e o técnico Steve Clifford imaginou que os dois jogadores às vezes jogassem juntos.
Lin estreou nos Hornets no jogo de abertura da temporada contra o Miami Heat em 28 de outubro, marcando 17 pontos em uma derrota por 104-94. Em 17 de dezembro, ele marcou 35 pontos em uma vitória de 109–99 sobre o Toronto Raptors.
A única temporada de Lin com os Hornets chegou ao fim depois que foram derrotados pelo Heat na primeira rodada dos playoffs. Ele terminou em sétimo na votação para o Sexto Homem do Ano da NBA.
Depois de recusar sua opção de renovação de US $ 2,2 milhões para a temporada de 2016–17, Lin se tornou um agente livre e irrestrito em 1 de julho de 2016.
Em sua única temporada em Charlotte, Lin jogou em 78 jogos e teve médias de 11.7 pontos, 3.2 rebotes, 3.0 assistências e 0.7 roubos de bola.

### Brooklyn Nets (2016–2018)
Em 7 de julho de 2016, Lin assinou um contrato de três anos e US $ 36 milhões com o Brooklyn Nets. Os Nets eram comandados pelo técnico Kenny Atkinson, que foi assistente dos Knicks durante o Linsanity.
Lin estreou nos Nets na estreia da temporada em 26 de outubro de 2016 em um jogo contra o Boston Celtics. Em 27 minutos, ele marcou 18 pontos em uma derrota por 122-117. Dois dias depois, ele quase registrou um triplo-duplo com 21 pontos, 9 rebotes e 9 assistências na vitória de 103-94 contra o Indiana Pacers.
Em 24 de fevereiro de 2017, Lin estava de volta à equipe titular dos Nets depois de perder 26 jogos com sua lesão no tendão. Ele jogou pouco menos de 15 minutos e marcou sete pontos e cinco assistências na derrota por 129-109 para o Denver Nuggets. Em 6 de abril de 2017, ele marcou 32 pontos em uma derrota de 115-107 para o Orlando Magic. Ele terminou a temporada de lesões com um total de apenas 36 jogos disputados e médias de 14,5 pontos, 5,1 assistências e 3.8 rebotes.
Em 18 de outubro de 2017, durante o jogo de abertura dos Nets contra o Indiana Pacers, Lin se machucou quando aterrissou desajeitadamente. Ele sofreu uma ruptura do tendão da rótula no joelho direito e perdeu o restante da temporada.

### Atlanta Hawks (2018–2019)
Em 13 de julho de 2018, Lin foi negociado, juntamente com escolhas de draft, com o Atlanta Hawks em troca de Isaia Cordinier e uma futura escolha da segunda rodada. Os Hawks o adquiriram para ser um mentor do armador novato Trae Young, que foi a escolha número 5 do último draft.
Em 11 de fevereiro de 2019, os Hawks dispensaram Lin.

### Toronto Raptors (2019)
Lin assinou com o Toronto Raptors em 13 de fevereiro de 2019, juntando-se a um participante de playoffs.
Durante os playoffs, ele estava limitado a jogar poucos minutos pois os Raptors contavam com Kyle Lowry e Fred VanVleet. Em junho de 2019, Lin reconheceu que sua lesão no tendão patelar de 2017 continuava a limitar seu atletismo e afetar sua capacidade de dirigir até a cesta.
Toronto avançou para a final de 2019, vencendo a série em seis jogos contra o ex-time de Lin, Golden State Warriors. Nas primeiras finais da NBA realizadas fora dos Estados Unidos, Lin se tornou o primeiro asiático-americano a ganhar um título da NBA. Ele jogou um total de 27 minutos nos playoffs, tornando-se o primeiro americano do leste asiático e o primeiro graduado em Harvard a jogar nas finais da NBA.
Lin tornou-se um agente livre em 1º de julho. Mais tarde naquele mês, em um discurso motivacional na emissora cristã GOOD TV, em Taiwan, lamentou o fato de permanecer sem clube. Lin comparou sua situação a atingir o "fundo do poço", acrescentando que ele sentia como se a NBA tivesse "desistido" dele. As equipes não tinham certeza se Lin continuava móvel o suficiente para jogar a posição de armador.

### Beijing Ducks (2019 – 2020)
Em 27 de agosto de 2019, Lin assinou com o Beijing Ducks da CBA.

## Carreira na seleção

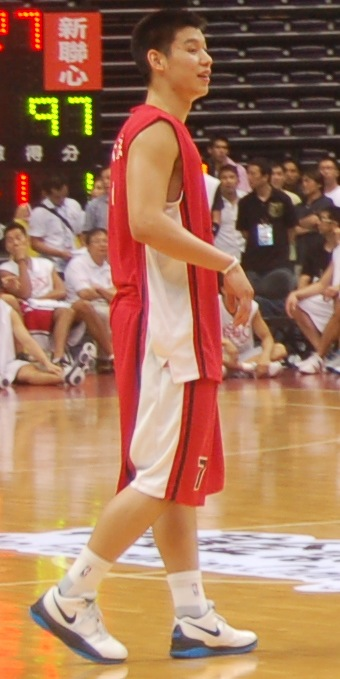
Lin jogando em um amistoso em Taipei em 2010

Além de ser um cidadão dos Estados Unidos, Lin é descendente de Taiwan e era qualificado para tirar um passaporte de Taiwan, embora não haja registro dele ter obtido um passaporte.
Em junho de 2011, Lin foi incluído no elenco preliminar de 24 jogadores da equipe nacional de Taipei (Taiwan) para o Campeonato da Ásia de 2011. No entanto, a Associação Chinesa de Basquete de Taipei (CTBA) anunciou que ele não seria incluído no elenco devido a uma lesão no joelho.
Lin foi nomeado para a Seleção Americana para disputar uma vaga para a equipe olímpica dos EUA em 2012, mas ele não participou devido ao seu status de agente livre nos Knicks.

## Perfil do jogador
Além de ser um passador capaz, Lin estabeleceu-se como um jogador ofensivo forte e rápido que ataca a cesta e se destaca no pick-and-roll. Ele melhorou o seu arremesso durante sua carreira e tornou-se uma ameaça de três pontos. Ele foi considerado difícil de defender devido à sua capacidade de cavar faltas.
Lin foi criticado por sua tendência a cometer turnovers e sua aparente falta de eficácia na defesa. Após sua estreia nos Knicks em 2012, Lin enfrentou inconsistências e lesões.

## Questões raciais
Durante sua carreira no basquete, Lin recebeu insultos raciais relacionados à sua ascendência asiática. Enquanto estudava em Harvard, ele ouvia zombadores fanáticos como "Carne de porco agridoce", "Abra os olhos!", "Volte para a China" ou "A orquestra está do outro lado do campus".
Em 10 de fevereiro de 2012, no meio de um jogo entre Knicks e Lakers no qual Lin marcou 38 pontos, o colunista da Fox Sports, Jason Whitlock, postou no Twitter a seguinte frase sobre a proeza sexual de Lin: "Alguma mulher de sorte em Nova York vai sentir alguns centímetros de dor esta noite". Hyphen escreveu que Whitlock "reforçara o estereótipo insípido e insidioso do 'pequeno pênis asiático'". A Associação de Jornalistas Americanos da Ásia exigiu um pedido de desculpas. "Destruí um momento esportivo de bem-estar. Por isso, sinto muito", desculpou-se Whitlock.
Também em fevereiro de 2012, o boxeador Floyd Mayweather Jr. escreveu em sua página do Twitter: "Jeremy Lin é um bom jogador, mas todo o hype é porque ele é asiático. Os jogadores negros fazem o que fazem todas as noites e não recebem os mesmos elogios." Em resposta a Mayweather, a NBC de Nova York observou que "ninguém de nenhuma cor de pele na história do basquete fez nas quatro primeiras partidas o que Lin conseguiu nos Knicks na semana passada".
Em 17 de fevereiro de 2012, a ESPN usou uma ofensa racial em relação a Lin. Depois que Lin teve nove turnovers em derrota para o Hornets, a ESPN postou uma manchete que dizia: "Chink in the Armor". A manchete foi removida 35 minutos depois e a ESPN pediu desculpas. O locutor de rádio dos Knicks, Spero Dedes, também usou a frase no 1050 ESPN New York.
Em 14 de novembro de 2013, o âncora do ESPN SportsCenter, Jorge Andres, pediu desculpas no ar depois de comentar que Lin "estava cozinhando com um pouco de óleo de amendoim quente" depois que o desempenho de 21 pontos de Lin ajudou o Houston a vencer os Knicks.
No início de sua passagem pelos Knicks, um segurança no Madison Square Garden impediu Lin de entrar na entrada dos jogadores, confundindo-o como treinador. Depois de assinar com os Hornets, o veterano de cinco anos da NBA teve que convencer a segurança na Time Warner Cable Arena de Charlotte de que ele era um jogador.
J. A. Adande, da ESPN.com, escreveu que o aumento da sensibilidade étnica em relação aos asiáticos americanos era "outra maneira de o impacto de [Lin] ressoar muito além do Madison Square Garden". A AAJA divulgou um conjunto de diretrizes para a mídia em resposta ao que chamou de "imprecisões factuais sobre os antecedentes de Lin, bem como um número alarmante de referências que se baseiam em estereótipos sobre asiáticos ou asiáticos americanos".

## Imagem pública
Lin tem uma conta popular no YouTube e fez vídeos com as personalidades, Nigahiga e KevJumba. Lin e o seu ex-companheiro de equipe nos Knicks, Landry Fields, apareceram no canal revelando seu "aperto de mão secreto". Em 2014, Lin tornou-se um parceiro de conteúdo da Whistle Sports Network, adicionando seu canal no YouTube com aproximadamente 400.000 assinantes em troca de uma participação. Ele foi o primeiro atleta de uma das quatro principais ligas esportivas dos Estados Unidos a produzir conteúdo para a plataforma esportiva digital.
Em uma entrevista em vídeo conduzida por Elie Seckbach, ele perguntou a Lin como era representar tantas pessoas. Lin respondeu afirmando: "É humilhante, um privilégio e uma honra. Tenho muito orgulho de ser chinês, tenho muito orgulho de meus pais serem de Taiwan. Só agradeço a Deus pela oportunidade". Em julho de 2011, a revista chinesa Vivid nomeou Lin como um dos oito principais influentes chineses-americanos. Em julho de 2012, Lin ganhou o Prêmio ESPY de Atleta Revelação do Ano.
Em 2014, Madame Tussauds revelou uma figura de cera de sua semelhança em sua filial em São Francisco. Em 2016, Lin estrelou um episódio da série Viralocity, da Comedy Central, interpretando uma versão ampliada de si mesmo.

### "Linsanity"
Depois que ele se tornou titular dos Knicks, a Associated Press chamou Lin de "a história mais surpreendente da NBA". A Bloomberg News escreveu que Lin "já se tornou o mais famoso jogador asiático-americano da NBA". Os fãs dos Knicks desenvolveram apelidos para ele, juntamente com um novo léxico inspirado em seu nome, Lin. O mais popular foi a palavra Linsanity. A Time.com publicou um artigo intitulado "É oficial: Linsanity é real". Outros trocadilhos incluem "Linderella", "Lincredible" e "Super Lintendo".
O jogador do Hall of Fame, Magic Johnson, disse: "A emoção que Lin causou no Madison Square Garden, cara, eu não via isso há muito tempo". A Forbes escreveu: "Parabéns Jeremy. Você já fez a capa da Time o mesmo número de vezes que Michael Jordan. Linsanity reina". A história de Lin também estava na primeira página de muitos jornais de Taipei. "Eu não calculei, mas é justo dizer que nenhum jogador criou o interesse e o frenesi neste curto período de tempo, em qualquer esporte, como Jeremy Lin", disse o comissário da NBA, David Stern.

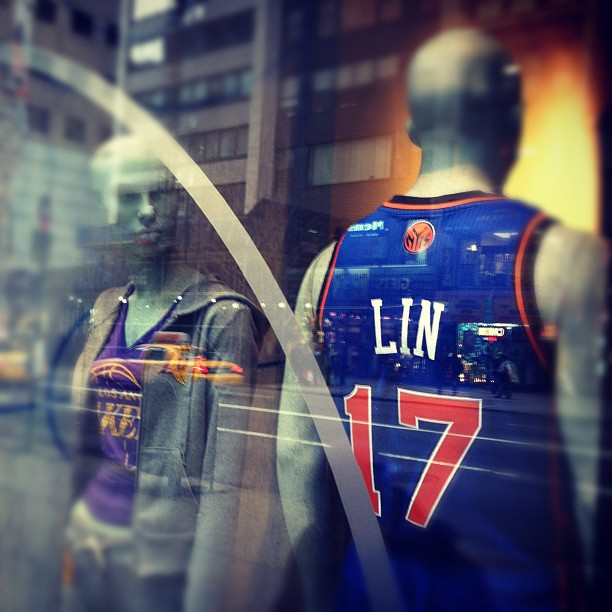
Camisa de Lin em exibição

A capitalização de mercado da Madison Square Garden Company, proprietária dos Knicks, aumentou US $ 250 milhões em fevereiro e US $ 600 milhões em julho de 2012. Os Knicks começaram rapidamente a vender réplicas de camisas número 17 de Lin. As vendas e tráfego de sua loja online aumentou mais de 3.000%. Ele teve a camisa mais vendida da NBA em fevereiro e março. No período de um ano que terminou em abril de 2012, Lin teve a segunda camisa mais vendida na liga, atrás de Derrick Rose. Tanto a Nike quanto a Adidas introduziram roupas esportivas relacionadas a Lin e esperavam que sua fama ajudasse as vendas na China. Sua popularidade foi atribuída ao aumento da popularidade da NBA desde a aposentadoria de Yao Ming; o público de jogos da NBA na televisão e online na China aumentou 39% em relação à temporada anterior.

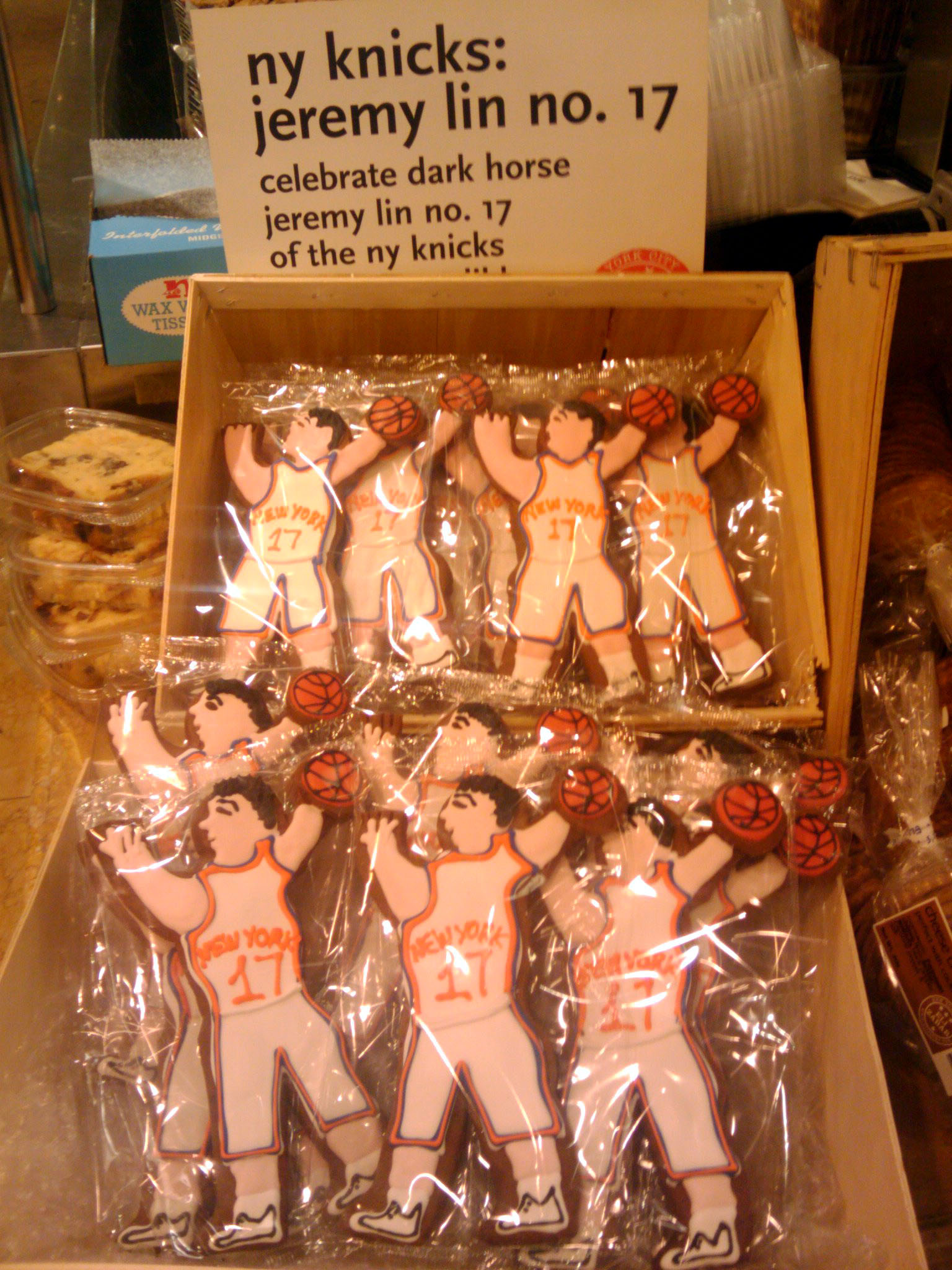
Os cookies inspirados em Lin estavam disponíveis em Nova York em março de 2012

Os restaurantes da cidade de Nova York introduziram novos itens de comida em homenagem a Lin. A cidade possui cerca de 450.000 habitantes de ascendência chinesa ou taiwanesa - maior que a população inteira de cidades da NBA como Miami, Atlanta ou Cleveland - que se reunia para ver Lin jogar.
Apesar da fama repentina de Lin, Keith Smart, técnico do Sacramento Kings, declarou: "Eu conhecia Lin antes dele ser a Linmania. Ele ainda é o mesmo homem humilde. O cara não mudou nada, o que é realmente especial para um jovem".
Lin registrou a palavra Linsanity em 2012 para impedir que estranhos lucrassem com isso. Um documentário sobre Lin, intitulado Linsanity, estreou em 20 de janeiro de 2013, no Sundance Film Festival.

### Patrocínios
Lin recusou a maioria dos acordos de patrocínio que lhe foram oferecidos. Ele declarou que recusou dezenas de milhões de dólares em oportunidades durante o pico da Linsanity. "Acho que meu objetivo é jogar basquete, jogar bem e jogar pela glória de Deus", disse ele. Lin chamou os negócios fora do basquete "definitivamente secundários ao meu trabalho principal".
Ele teve os seguintes patrocínios durante sua carreira:
- Volvo[157]
- Nike (2010-2014)[21]
- Steiner Sports[158]
- Adidas (2014 - presente)[159]

## Vida pessoal
Lin é um evangélico e foi líder da Sociedade Cristã Americana de Harvard na Ásia durante seu tempo lá. Ele creditou seu sucesso na NBA a jogar sem pressão: "Eu entreguei isso a Deus. Eu não estou em uma batalha com o que todo mundo pensa mais", disse Lin. Ele espera se tornar um pastor que pode liderar organizações sem fins lucrativos, em casa ou no exterior, e falou em trabalhar em comunidades do centro da cidade para ajudar crianças carentes.
O irmão mais novo de Lin, Joseph, assinou um contrato para jogar basquete no Fubon Braves em 2015. Seu irmão mais velho, Joshua, estudou odontologia na Universidade de Nova York.
Lin disse que entende mandarim e pode ler e escrever um pouco. Ele teve algumas aulas de mandarim enquanto estudava em Harvard para tentar melhorar. Depois de se juntar aos Knicks em 2012, Lin dormiu em um sofá no apartamento de um quarto de seu irmão no Lower East Side de Manhattan. Na noite anterior ao jogo, ele dormiu no sofá do companheiro de equipe, Landry Fields. Ele se mudou para um condomínio de luxo em White Plains, Nova York, depois que seu contrato com o Knicks ficou garantido.
Lin é um fã do jogo de videogame Dota 2, tendo jogado o primeiro jogo da série, Defense of the Ancients, desde o seu segundo ano no ensino médio. Ele apareceu no Free to Play, o documentário de 2014 centrado no jogo, no qual descreveu o Dota 2 como um "modo de vida" que o ajudou a se conectar melhor com sua família e amigos. Em 2016, Lin formou sua própria equipe profissional de Dota 2, conhecida como J.Storm.
Em outubro de 2016, Lin doou um milhão de dólares à Universidade de Harvard para "apoiar a ajuda financeira de graduação e reformas no Lavietes Pavilion".

## Estatísticas

### NBA

#### Temporada regular
| Ano      | Time         | PJ  | MPJ  | AP   | 3P   | LL    | RT  | AS  | BR  | TO | PPJ  |
| -------- | ------------ | --- | ---- | ---- | ---- | ----- | --- | --- | --- | -- | ---- |
| 2010–11  | Golden State | 29  | 9.8  | .389 | .200 | .760  | 1.2 | 1.4 | 1.1 | .3 | 2.6  |
| 2011–12  | New York     | 35  | 26.9 | .446 | .320 | .798  | 3.1 | 6.2 | 1.6 | .3 | 14.6 |
| 2012–13  | Houston      | 82  | 32.2 | .441 | .339 | .785  | 3.0 | 6.1 | 1.6 | .4 | 13.4 |
| 2013–14  | Houston      | 71  | 28.9 | .446 | .358 | .823  | 2.6 | 4.1 | 1.0 | .4 | 12.5 |
| 2014–15  | L.A. Lakers  | 74  | 25.8 | .424 | .369 | .795  | 2.6 | 4.6 | 1.1 | .4 | 11.2 |
| 2015–16  | Charlotte    | 78  | 26.3 | .412 | .336 | .815  | 3.2 | 3.0 | .7  | .5 | 11.7 |
| 2016–17  | Brooklyn     | 36  | 24.5 | .438 | .372 | .816  | 3.8 | 5.1 | 1.2 | .4 | 14.5 |
| 2017–18  | Brooklyn     | 1   | 25.0 | .417 | .500 | 1.000 | .0  | 4.0 | .0  | .0 | 18.0 |
| 2018–19  | Atlanta      | 51  | 19.7 | .466 | .333 | .845  | 2.3 | 3.5 | .7  | .1 | 10.7 |
| 2018–19  | Toronto      | 23  | 18.8 | .374 | .200 | .810  | 2.6 | 2.2 | .4  | .3 | 7.0  |
| Carreira | Carreira     | 480 | 25.5 | .433 | .342 | .809  | 2.8 | 4.3 | 1.1 | .4 | 11.6 |

#### Playoffs
| Ano      | Time      | PJ | MPJ  | AP   | 3P   | LL    | RT  | AS  | BR | TO | PPJ  |
| -------- | --------- | -- | ---- | ---- | ---- | ----- | --- | --- | -- | -- | ---- |
| 2013     | Houston   | 4  | 21.0 | .250 | .167 | 1.000 | 2.0 | 2.0 | .5 | .3 | 4.0  |
| 2014     | Houston   | 6  | 29.5 | .410 | .217 | .813  | 3.7 | 4.3 | .5 | .2 | 11.3 |
| 2016     | Charlotte | 7  | 27.0 | .413 | .214 | .821  | 2.3 | 2.6 | .7 | .0 | 12.4 |
| 2019     | Toronto   | 8  | 3.4  | .222 | .500 | 1.000 | .4  | .5  | .1 | .0 | 1.1  |
| Carreira | Carreira  | 25 | 19.1 | .376 | .216 | .836  | 2.0 | 2.2 | .4 | .1 | 7.2  |

### Universitário
| Ano      | Time     | PJ  | MPJ  | AP   | 3P   | LL   | RT  | AS  | BR  | TO  | PPJ  |
| -------- | -------- | --- | ---- | ---- | ---- | ---- | --- | --- | --- | --- | ---- |
| 2006–07  | Harvard  | 28  | 18.1 | .415 | .281 | .818 | 2.5 | 1.8 | 1.0 | 0.1 | 4.8  |
| 2007–08  | Harvard  | 30  | 31.3 | .448 | .279 | .621 | 4.8 | 3.6 | 1.9 | 0.6 | 12.6 |
| 2008–09  | Harvard  | 28  | 34.8 | .502 | .400 | .744 | 5.5 | 4.3 | 2.4 | 0.6 | 17.8 |
| 2009–10  | Harvard  | 29  | 32.2 | .519 | .341 | .755 | 4.4 | 4.4 | 2.4 | 1.1 | 16.4 |
| Carreira | Carreira | 115 | 29.2 | .481 | .333 | .733 | 4.3 | 3.5 | 2.0 | .6  | 12.9 |

Fonte: